# Mogyoród
Mogyoród è un comune dell'Ungheria di 5.727 abitanti (dati 2007) situato nella contea di Pest, nell'Ungheria settentrionale a circa 25 km da Budapest.
Nei suoi sobborghi sorge il circuito dell'Hungaroring, sede, ogni anno, del Gran Premio d'Ungheria di Formula 1.